# San Jerónimo Palmaritos
San Jerónimo Palmaritos är en ort i Mexiko.   Den ligger i kommunen Libres och delstaten Puebla, i den sydöstra delen av landet, 150 km öster om huvudstaden Mexico City. San Jerónimo Palmaritos ligger 2 561 meter över havet och antalet invånare är 113.
Terrängen runt San Jerónimo Palmaritos är kuperad åt nordväst, men åt sydost är den platt. Runt San Jerónimo Palmaritos är det ganska tätbefolkat, med 124 invånare per kvadratkilometer. Närmaste större samhälle är Libres, 7,3 km söder om San Jerónimo Palmaritos. Trakten runt San Jerónimo Palmaritos består till största delen av jordbruksmark.